# Wacław Sąsiadek
Wacław Sąsiadek (ur. 4 marca 1931 we Lwowie, zm. 2 października 2017 w Bytomiu) – polski piłkarz, napastnik.

## Życiorys
Karierę zaczynał w Pogoni Katowice. W 1949 został zawodnikiem warszawskiej Legii. W jej barwach rozegrał pięć ligowych sezonów. W 1954 przeszedł do Polonii Bytom i w tym samym roku został mistrzem Polski. Karierę kończył na początku lat 60. w Silesii Miechowice.
W reprezentacji Polski debiutował 17 października 1948 w meczu z Finlandią. Mając 17 lat i 227 dni, był wówczas najmłodszym debiutantem w historii. Ostatni raz w biało-czerwonych barwach Sąsiadek zagrał w 1954. Łącznie rozegrał w drużynie narodowej 3 spotkania. Za każdym razem był piłkarzem innego klubu, kolejno: Pogoni Katowice, Legii Warszawa i Polonii Warszawa.
Po zakończeniu kariery piłkarskiej Wacław Sąsiadek został trenerem. Pracował głównie w klubach śląskich, zaliczając również epizod w kanadyjskim zespole Toronto Falcons.
Zmarł w Bytomiu w wieku 86 lat. 5 października 2017 spoczął na cmentarzu Mater Dolorosa w Bytomiu.

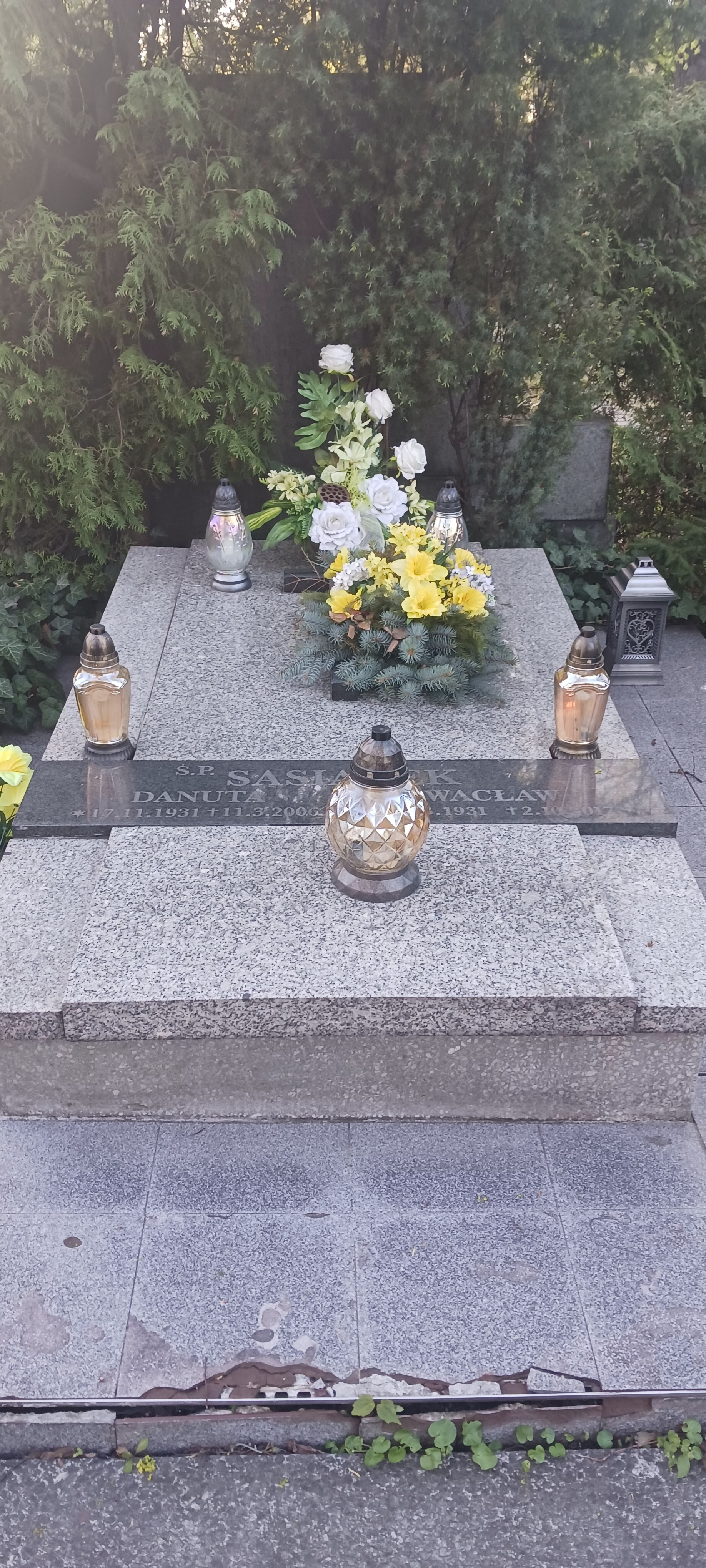
Grób Wacława Sąsiadka na cmentarzu Mater Dolorosa I w Bytomiu

## Mecze w reprezentacji
- 17 października 1948 Warszawa, Polska - Finlandia 1:0
- 1 maja 1950 Tirana, Albania - Polska 0:0
- 26 września 1954 Rostock, NRD - Polska 0:1